# Alexis Zorba
Pour les articles homonymes, voir Zorba.
Alexis Zorba (grec moderne : Βίος και Πολιτεία του Αλέξη Ζορμπά, « Vie et mœurs d’Alexis Zorbas ») est un roman de l'écrivain grec Níkos Kazantzákis, publié pour la première fois en 1946, aux éditions Dimitrakos d'Athènes.
Le roman décrit la relation d'amitié spéciale qui se crée entre un jeune intellectuel qui entreprend d'échapper à sa vie monotone et ennuyeuse de « souris papivore », et Alexis Zorba, un vieux mineur exubérant. L'action s'inspire des propres expériences de l'auteur, qui a exploité, aux côtés du vieux mineur Geórgios Zorbas (en), une mine de lignite au Péloponnèse. Après leur séparation, ils ont échangé des lettres jusqu'à la mort de Zorba, en 1941. L'écrivain personnage narrateur et le personnage Zorba représentent deux styles de vie différents : l'un intellectuel, basé sur la raison et des introspections psychologiques, l'autre matériel, basé sur l'instinct et l'expérience,.
La parution du roman est passée presque inaperçue en Grèce, mais sa version française, parue en 1947 l'a rendu très populaire, déterminant de nombreuses demandes de traduction de la part d'éditeurs de plusieurs pays.
Le roman a été adapté au cinéma en 1964, sous le titre Zorba le Grec ((en) Zorba the Greek), par Michael Cacoyannis, avec Anthony Quinn et Alan Bates dans les rôles principaux, et en comédie musicale, en 1968,. Le film, avec La Danse de Zorba, composée par Míkis Theodorákis, a fait du roman de Kazantzákis l'une des œuvres littéraires les plus populaires du XXe siècle, et du personnage Zorba un symbole de la Grèce et de l'esprit grec,.

## Résumé

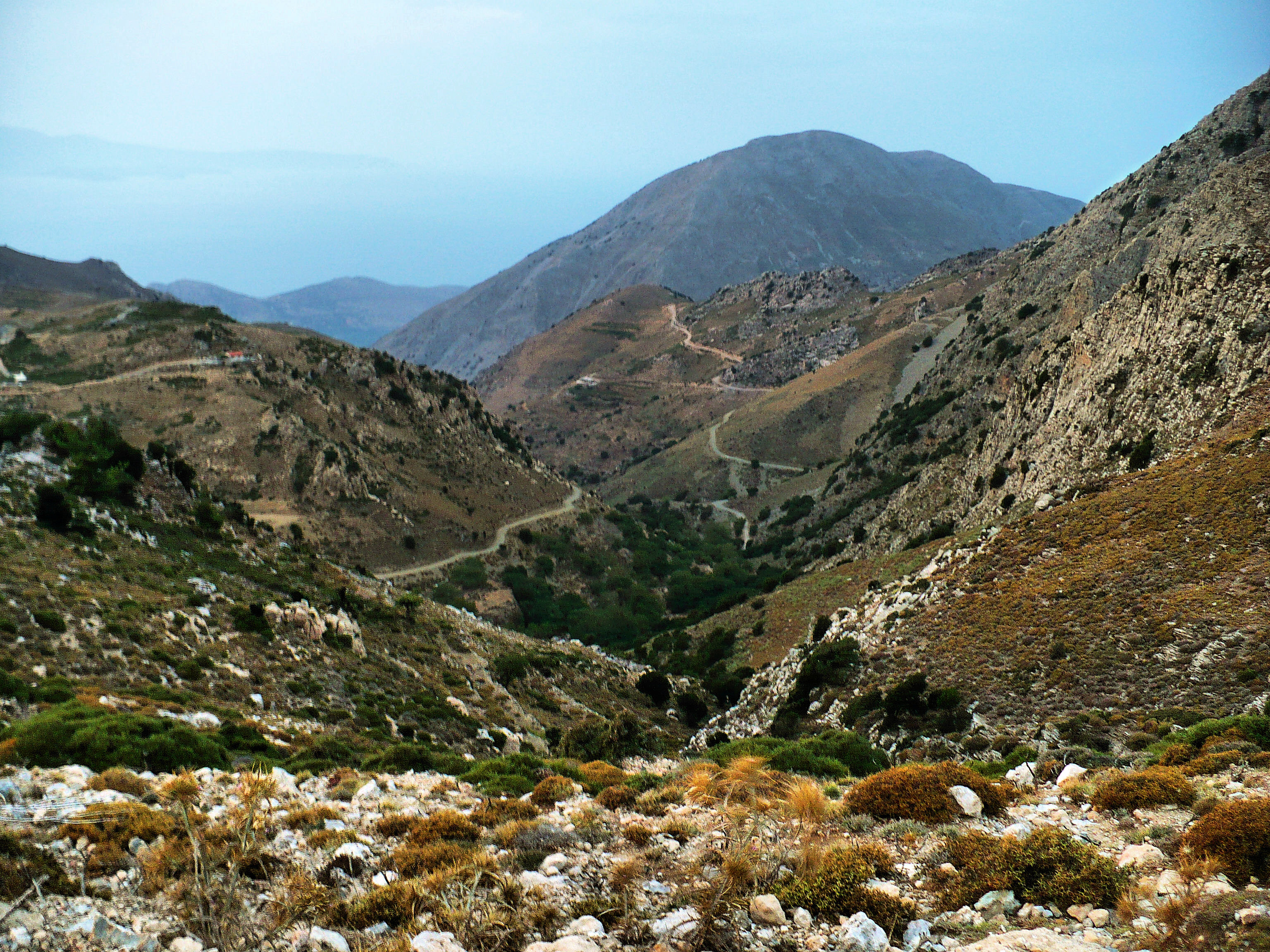
Paysage de la Crète.

Se trouvant dans un café du port de Pirée juste avant l'aube, le narrateur, un jeune intellectuel grec, se remémore un événement ayant eu lieu un an auparavant, au même café. Son ami Stavridákis partait pour le Caucase pour aider la minorité grecque qui y était persécutée. Il s'est adressé au narrateur qui l'accompagnait au port en l'appelant ironiquement « souris papivore ». C'est pourquoi, le narrateur prend la résolution de mettre de côté ses livres pour quelques mois, de vaincre sa propre faiblesse et de connaître la vie. Il s'en va en Crète pour y rouvrir une mine de lignite désaffectée et s'immerger dans la réalité du monde paysan, de ceux qui travaillent pour vivre.
Juste avant son départ, il est abordé par Alexis Zorba, un homme énigmatique, âgé de 65 ans environ, qui le persuade de l'emmener avec lui comme contremaître. L'inconnu prétend connaître plusieurs métiers, dont celui de mineur, et impressionne le narrateur par son caractère résolu et par sa joie de vivre. Sur le navire qui les mène en Crète, Zorba raconte son histoire, en faisant des observations émerveillées sur la nature, et d'autres, moins positives, sur l'homme.
À leur arrivée, ils délaissent l'hospitalité d'Anagnosti, l'ancien du village, et de Kondomanolio, le patron du café. Zorba suggère alors qu'ils se rendent à l'auberge de Dame Hortense, qui n'est composée que d'anciennes cabines de bain accolées les unes aux autres. Le narrateur passe tout son dimanche à se promener et à découvrir le paysage qui l'entoure. Lors du repas du soir, Zorba, au lieu de ne mettre que deux couverts pour son patron et lui, en rajoute un troisième, pour Dame Hortense. Celle-ci, ravie d'avoir été invitée à partager un repas, se met à parler de son passé de courtisane, quand elle était encore jeune, belle et qu'elle faisait sauter sur ses genoux les « Quatre Puissances », les amiraux des flottes française, anglaise, italienne et russe en Méditerranée, lors de la période de la Crète autonome. Zorba entreprend de la séduire avec l'aide de son santouri et la surnomme affectueusement « Bouboulina ».
Le lendemain, la mine est ouverte et le travail débute. Zorba prend son travail très au sérieux. Il travaille assez souvent pendant de longues heures et demande à ne pas être dérangé pendant ce temps. Le narrateur, qui a des idéaux socialistes, essaye de connaître les ouvriers et de fraterniser avec eux, mais Zorba l'avertit de garder ses distances : « L’homme est une brute ! [...] Une grande brute. [...] Tu es mauvais avec lui : il te respecte et te craint. Tu es bon avec lui : il t’arrache les yeux. »
Les deux protagonistes causent longuement tous les soirs sur des sujets variés : la vie, la religion, leurs passés respectifs et comment ils sont arrivés à être ce qu'ils sont. Le narrateur apprend de la bouche de Zorba beaucoup de choses sur la vie de l'homme, qu'il n'aurait jamais apprises dans les livres, ce qui lui dévoile la différence entre la vie matérielle et le monde intellectuel. Durant les mois qui suivent, Zorba exerce une profonde influence sur le narrateur, cet homme qu'il appelle « patron ». La vie prend une nouvelle saveur pour le narrateur au contact des habitants du village. Toutefois, il ne se détache pas complètement du monde des livres, il ne peut résister à employer son temps libre pour travailler sur un de ses manuscrits inachevés qui traite de la vie et des pensées de Bouddha. Il n'en arrive pas moins à être obsédé par une belle veuve aguicheuse convoitée par tous les hommes du village. Après un laps de temps où il se sent incapable d'agir selon ses propres désirs, encouragé par Zorba, il finit par passer une nuit d'amour avec elle.
Les filons pauvres de lignite et l'écroulement de quelques galeries rendent l'exploitation inefficace. Zorba a alors l'idée de louer une forêt de pins appartenant au monastère du voisinage, d'exploiter le bois et de le descendre par un téléphérique. Il va a Candie pour acheter le matériel nécessaire, mais il tarde à revenir. Pendant ce temps, le narrateur essaye de consoler Bouboulina, en lui disant que son amant veut l'épouser, et qu'il est parti pour commander des habits pour le mariage. Zorba rentre au village durant la Semaine sainte, loue la forêt et commence à travailler à l'installation des poteaux et des câbles pour le téléphérique. 
Les jours après Pâques sont marqués par des tragédies. Pavli, le fils de l'ancien du village, amoureux de la veuve et repoussé par elle, se suicide, et la femme est tuée en public à cause de cela. De plus, Dame Hortense meurt au bout de quelques jours de souffrance, à la suite d'une fièvre galopante.
L'essai de Zorba échoue quand l'installation de transport du bois s'écroule. L'épuisement du capital du narrateur oblige celui-ci à quitter l'île, mais malgré l'échec, les expériences qu'il a traversées à côté de Zorba, lui ont rendu le goût de la vie. Avant son départ, il a un pressentiment funeste qui se révèle fondé : alors qu'il est sur le point d'embarquer sur le bateau le ramenant à Athènes, il reçoit un télégramme lui annonçant la mort de Stavridákis.
Durant cinq années, le narrateur et Zorba voyagent chacun de son côté, en parcourant l'Europe et les Balkans. Ils gardent le contact au moyen de lettres. Alors qu'il est à Berlin, le narrateur reçoit un télégramme de Zorba, l'invitant à venir admirer une magnifique pierre verte. Mais les conditions de vie difficiles dissuadent le narrateur d'envisager un voyage aussi futile. Zorba l'accuse de n'être qu'un « gratte-papier » insensible à la beauté et rompt toute communication avec lui. Le narrateur n'arrive pas à cesser de penser à Zorba et, poussé par un pressentiment funeste, il décide d'entreprendre la rédaction de la « légende dorée » de Zorba. À peine la légende achevée, il reçoit une lettre de Serbie annonçant la mort de son ami. Sa veuve l'invite à venir chercher le santouri que lui a légué le défunt.

## Personnages
- Le narrateur – un jeune intellectuel âgé de 35 ans passionné de lecture. À la suite de ses lectures bouddhistes, avant son séjour en Crète, il a acquis un caractère ascétique et vivait dans la solitude, sans joie ni tristesse, pensant que la vie n'est qu'un long rêve. Il se réfugiait dans le monde des livres chaque fois que la vie essayait de l'impliquer dans ses joies et ses vicissitudes.
- Alexis Zorba – une version littéraire du mineur Geórgios Zorbas. C'est un individu grand, fort et sec, âgé de quelque 65 ans, ayant pratiqué plusieurs métiers. Il a combattu dans la guerre gréco-turque (1897) pour la libération de la Crète, puis aux côtés de Pávlos Melás, en Macédoine, contre les comitadjis bulgares. Il a beaucoup voyagé sans se fixer nulle part.
- Dame Hortense, appelée Bouboulina par Zorba – une ancienne chanteuse française de cabaret. Elle est décrite par l'auteur comme « une petite bonne femme, courtaude, grassouillette, les cheveux décolorés, couleur de lin »[16]. Elle a parcouru les bars de Paris à Beirouth et à Alexandrie, a aimé des pachas et des amiraux. Vieillie, elle s'est établie en Crète, où elle a ouvert une auberge et une échoppe.
- La veuve Sourmelina – une femme belle et aguicheuse, convoitée par tous les hommes du village. Elle est cruellement assassinée.
- Pavli – un jeune homme maladif d'une vingtaine d'années, fils de l'ancien du village, amoureux de Sourmelina, qui le repousse. C'est pourquoi il se tue en se jetant à la mer.
- Mavrandoni – l'ancien du village, propriétaire de la mine de lignite louée par le narrateur. C'est « un vieillard bien droit, au visage sévère et concentré, au nez aquilin, l’air grand seigneur »[17]. Il tue et décapite en public la veuve Sourmelina, qu'il accuse du suicide de son fils.
- Oncle Anagnosti – un vieillard qui a mené une vie tranquille et vit entouré de ses enfants et petits-enfants. Il affirme qu'une fois que l'homme ne peut plus faire d'enfants, il n'a pas de raisons de vivre.
- Kondomanolio – « un vieux costaud bien conservé et leste »[16]. Il est le propriétaire du Café-Boucherie La Pudeur.
- Mimitho – l'idiot du village. Il vit de petits travaux chez les habitants.
- Manolakas – le garde champêtre, cousin de Pavli. Il essaye de tuer la veuve Sourmelina, mais Zorba l'en empêche.
- Lola – une prostituée de Candie, avec qui Zorba fait la fête pendant quelques jours qu'il passe dans la ville.
- Zaharia – un moine fou du monastère qui détient la forêt de pins. Il met le feu à son monastère, qu'il voit comme un lieu plein de péchés, puis meurt soudain au bord de la mer.

## Écriture et publication du roman

### Écriture

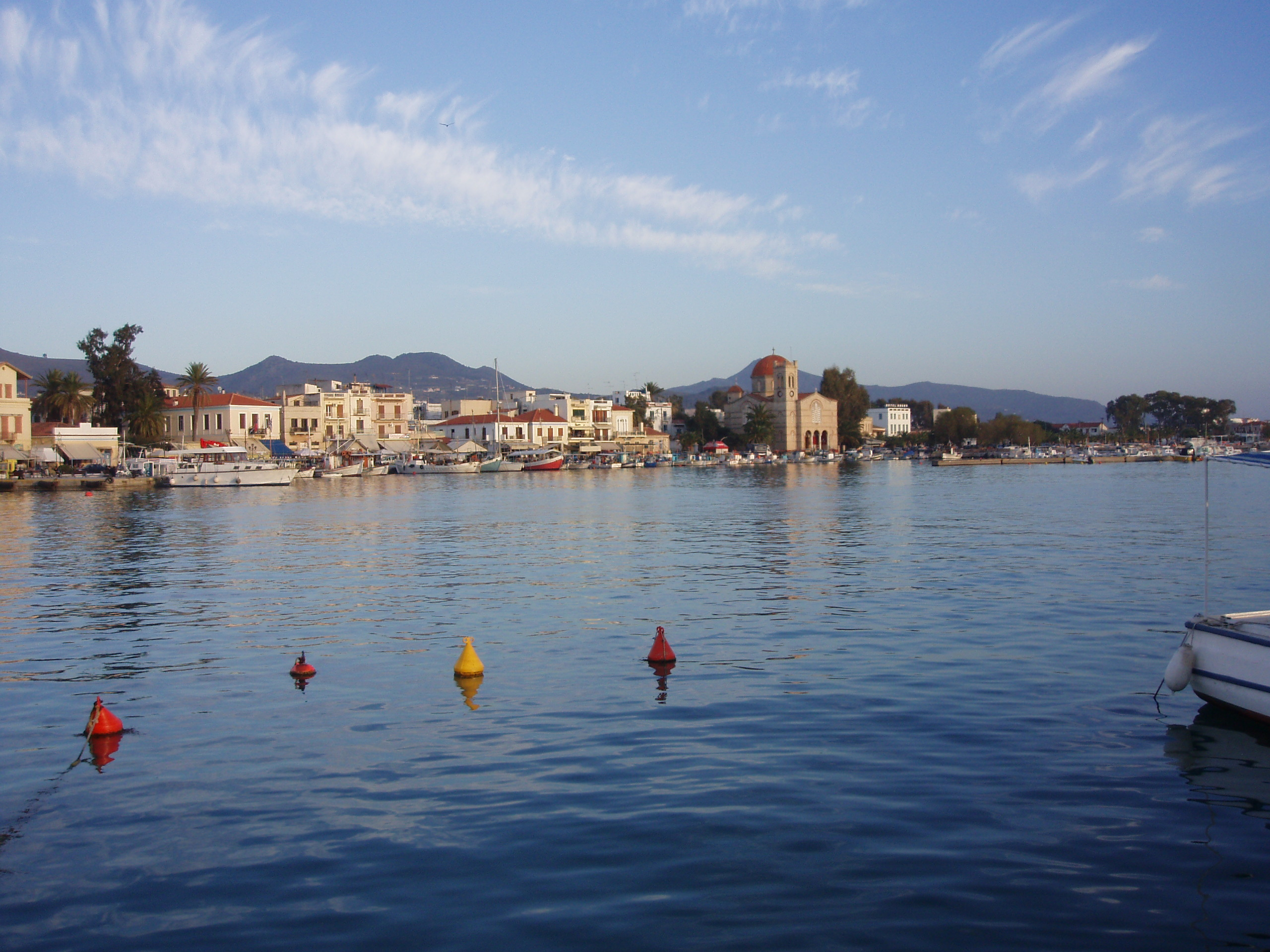
L'île d'Égine, où fut écrit Alexis Zorba.

L'île d'Égine se trouve à une heure de demie de bateau du port de Pirée. L'écrivain y a fait un premier séjour en juillet 1925. Le charme et la calme du lieu l'a déterminé à y retourner plus tard. Il y a passé l'hiver 1930-1931 à rédiger un dictionnaire français-grec en collaboration avec l'écrivain Pandelís Prevelákis. En 1935, il a acheté sur l'île un terrain où il a fait bâtir jusqu'en 1937 une maison austère en pierre, au bord de la mer, qu'il appelait « la Coquille ».
L'écrivain s'est retiré sur l'île après l'invasion de la Grèce par l'armée allemande, le 6 avril 1941. Il y a travaillé à une nouvelle version grecque de la Divine Comédie de Dante Alighieri, et a commencé l'écriture d'Alexis Zorba, son premier roman. La période de l'occupation allemande a été tragique pour le peuple grec. Peter Bien, biographe et traducteur de l'écrivain, affirmait que son roman représentait un essai de l'auteur de s'adresser à son peuple et de s'identifier à sa condition de l'époque.
La rédaction du roman a progressé avec une relative facilité jusqu'en décembre 1941, quand l'auteur avait écrit 150 pages, mais l'œuvre n'a été finalisée que le 19 mai 1943. L'écrivain a souvent écrit couché, souhaitant préserver son énergie, surtout dans la période de famine de l'hiver 1941, lorsque plus d'un demi-million de gens sont morts en Grèce.

### Publication
La première édition d'Alexis Zorba paraît en 1946, aux éditions Dimitrakos d'Athènes, sans être remarquée. Sa version française, par Yvonne Gauthier, est publiée l'année suivante par les Éditions du Chêne de Paris, portant la dédicace « À mon ami Jean Herbert ». Jean Herbert (1897-1980) était un orientaliste, traducteur et interprète de français, faisant partie de la première génération d'interprètes de l'Organisation des Nations unies. Le livre connaît un grand succès en France, à la surprise de l'auteur, et il est acquis par des éditeurs d'autres pays. L'écrivain se confesse ainsi à son ami Prevelákis : « Zorba triomphe à Paris [...] je ne comprends plus rien! Jusqu'à présent, « il a été pris » par les Anglais, les Américains, les Suédois et les Tchèques. Un homme proprement étonnant... il voyage et va bien même après sa mort » En octobre 1949 paraît la version suédoise du roman, par Börje Knös, un ami de l'auteur. Dans les années suivantes, d'autres traductions paraissent : portugaise (1951), allemande et anglaise, (1952), norvégienne (1953), espagnole, danoise et finnoise (1954), italienne et serbo-croate (1955).
En 1954, à la Foire internationale du livre de Paris, Alexis Zorba reçoit le prix du meilleur livre étranger publié en France, ce que l'auteur considère comme « une chose particulièrement importante du point de vue moral». C'est ce prix qui porte le nom de Níkos Kazantzákis à l'attention de la critique et des lecteurs de Grèce. Le roman revu par l'auteur est republié par les éditions Dimitrakos (1954), Difros (1955, 1957, 1959) et Eléni Kazantzákis (depuis 1964).

## Sources d'inspiration
Il y a de nombreux éléments autobiographiques dans Alexis Zorba, sans que le narrateur puisse être assimilé au romancier. D'ailleurs, Kazantzákis a introduit une grande partie des expériences de sa vie dans son œuvre littéraire, en leur donnant un caractère mythique, dans le style des légendes grecques. Le roman est principalement inspiré de la vie de Geórgios Zorbas, ami et associé d'affaires de l'écrivain,, mais il y a aussi des ressemblances à d'autres événements de la jeunesse de Kazantzákis. Le personnage principal et le projet minier échoué ont des modèles réels, l'auteur n'a changé que le prénom de son héros et le lieu de l'action. Celui-ci est d'ailleurs la Crète, où l'auteur est né et a passé son enfance. Il connaissait le mode de vie des villages de cette île.

### L'amitié avec Geórgios Zorbas

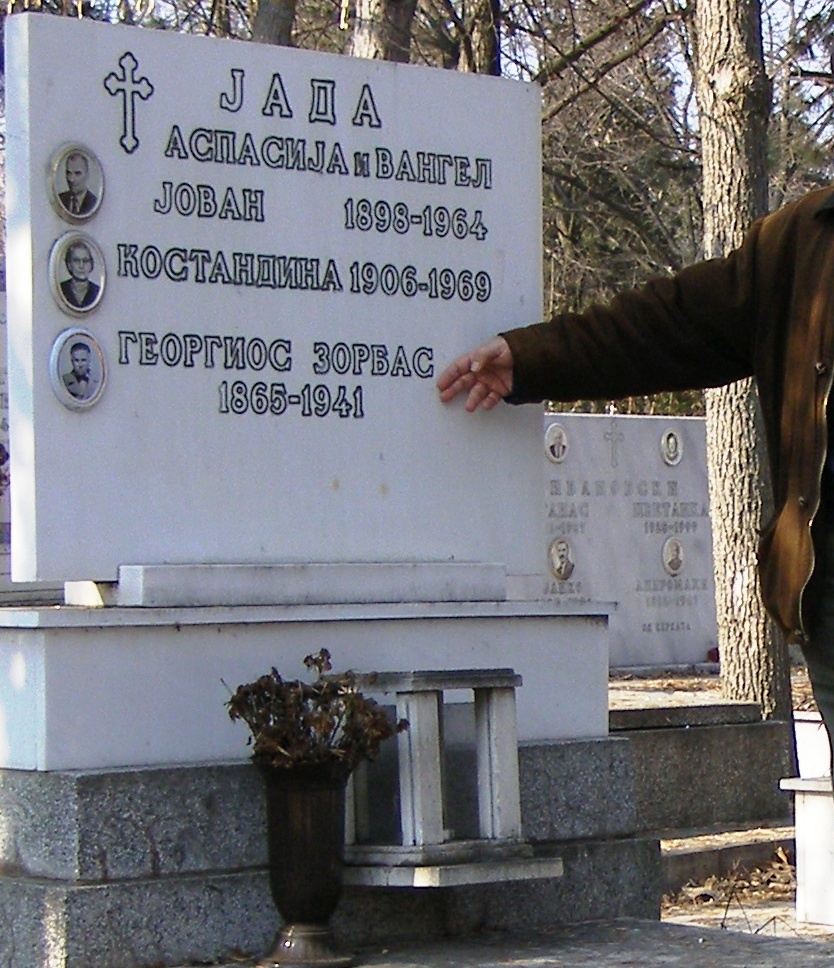
Tombe de Zorbas à Skopje.

Kazantzákis a connu Zorbas en 1916. Ils sont devenus amis malgré leur différence d'âge, et Zorbas l'a convaincu de s'associer avec lui pour exploiter une mine de lignite à Prastova, un hameau près du village de Stoúpa, sur la péninsule du Magne, au bord du golfe de Messénie, dans le Péloponnèse. Les lieux où les deux hommes ont vécu sont restés gravés dans la mémoire des habitants. Selon la seconde épouse de l'écrivain, Eléni Kazantzákis, « les vieillards du Magne se souvenaient encore de Kazantzákis et [lui] ont fièrement montré la cabane [de Kazantzákis et Zorbas] délabrée depuis, et la grotte où Níkos se réfugiait pour pouvoir lire ou écrire » Les paysans locaux considéraient Kazantzákis avec un mélange de respect et de crainte, et le fait de le voir lire pendant ses promenades leur faisait croire que l'écrivain consultait un livre de sorcellerie.
L'exploitation a échoué et les deux hommes se sont séparés en 1917. Zorbas est allé en Chalcidique, puis en Serbie, et Kazantzákis en Suisse, où il a été hébergé pendant presque une année par son ami crétois Yánnis Stavridákis, qui était consul général de Grèce à Zurich. En 1918, Kazantzákis a dirigé les affaires du consulat en qualité de suppléant du consul général. Celui-ci était malade et avait dû aller en Grèce et à Paris. Pendant cette période, l'ancien mineur a adressé quelque lettres à son ancien associé.
Le 8 mai 1919, le premier ministre Elefthérios Venizélos a nommé l'écrivain directeur général au Ministère de l'assistance publique. Dans cette qualité, Kazantzákis a dirigé une mission de rapatriement des 150 000 Grecs du Caucase persécutés par les bolcheviks pour leur soutien aux Armées blanches dans la guerre civile russe. Dans son équipe il y avait Stavridákis et Zorbas. « Il savait, Kazantzákis, ce qu'il faisait en emmenant Zorbas. Lui seul pouvait sortir les membres de la délégation des difficultés qu'ils auraient à rencontrer », affirmait beaucoup plus tard le fils de Zorbas, Manolis. Stavridákis est mort la même année d'une pneumonie à Tiflis (Tbilissi), ce qui a profondément affecté l'écrivain. Venizélos ayant perdu les élections du 20 novembre 1920, Kazantzákis a perdu son poste.
Se trouvant en Serbie, Zorbas l'y a appelé par une lettre du 17 juillet 1922, en lui proposant de se retirer ensemble. Leur correspondance a continué occasionnellement jusqu'à la mort de Zorbas en 1941.
L'écrivain affirmait dans le prologue d'Alexis Zorba:

« Les grands bienfaiteurs de ma vie ont été les voyages et les rêves. Très peu de gens, morts ou vivants, m'ont aidé dans mes combats. Si je voulais distinguer ceux qui ont le plus profondément gravé leurs traces dans mon âme, je retiendrais probablement les quatre suivants : Homère, Bergson, Nietzsche et Zorbas. Le premier était pour moi un œil bleu, brillant comme le disque du soleil, qui illumine tout avec son éclat rédempteur. Bergson m'a délivré des insolubles anxiétés philosophiques qui m'avaient tourmenté dans ma prime jeunesse. Nietzsche m'a enrichi de nouvelles inquiétudes et m'a appris à transformer l'état de malheur, l'amertume et l'incertitude en fierté. Zorbas m'a appris à aimer la vie et à ne pas craindre la mort. Si, aujourd'hui, je devais choisir un guide spirituel, un « gourou », comme on dit en Inde, un « vénérable père », comme disent les moines du Mont Athos, c'est sans faute Zorbas que je choisirais. »

## Analyse

### Thème principal
Au centre du roman se trouve la confrontation entre deux styles de vie, l'un intellectuel, l'autre matériel, représentés par les deux protagonistes, le narrateur et Zorba. Ils constituent les deux moitiés, la méditative et la dynamique, de l'âme grecque, harmonisant les impulsions apollinienne et dionysienne décrites dans les œuvres de Nietzsche,. 
Dès leur première rencontre, les personnages sont instinctivement attirés l'un vers l'autre, justement grâce à cette différence de nature. Le narrateur est un cérébral, prédisposé à des analyses et des instrospections psychologiques, gauche dans ses relations avec les gens, tandis que Zorba est un aventurier autodidacte qui agit mû par ses instincts, manifestant de la méfiance envers la parole écrite,. Chacun est scandalisé par le comportement de l'autre : la raison et la modération du narrateur se confrontent à l'anarchie et à la débauche de Zorba. Les deux partenaires échouent dans leurs entreprises mais les deux gagnent sur le plan spirituel, parce qu'ils se redécouvrent eux-mêmes. L'intellectuel apprend à affronter les vicissitudes de la vie avec audace et joie, tandis que Zorba comprend la nécessité de la modération,.
Kazantzákis recrée l'acte didactique existant dans le roman picaresque, qui inverse par une ironie d'origine philosophique les rôles dans le couple classique maître–serviteur, à l'instar du couple Don Quichotte – Sancho Panza qui s'est imposé dans la littérature universelle. Le serviteur devient maître au sens didactique, alors que le maître au sens social accepte le rôle de disciple lorsqu'il s'agit de la vie même. La confrontation des deux personnages, différents de tous points de vue (statut social, formation, connaissance de la vie et de l'homme, etc.) est l'expression de la confrontation entre le monde archaïque (représenté par la philosophie grecque) et le monde moderne occidentalisé (représenté par la philosophie de Bergson et le nihilisme nietzschéen).

### Interprétation philosophique

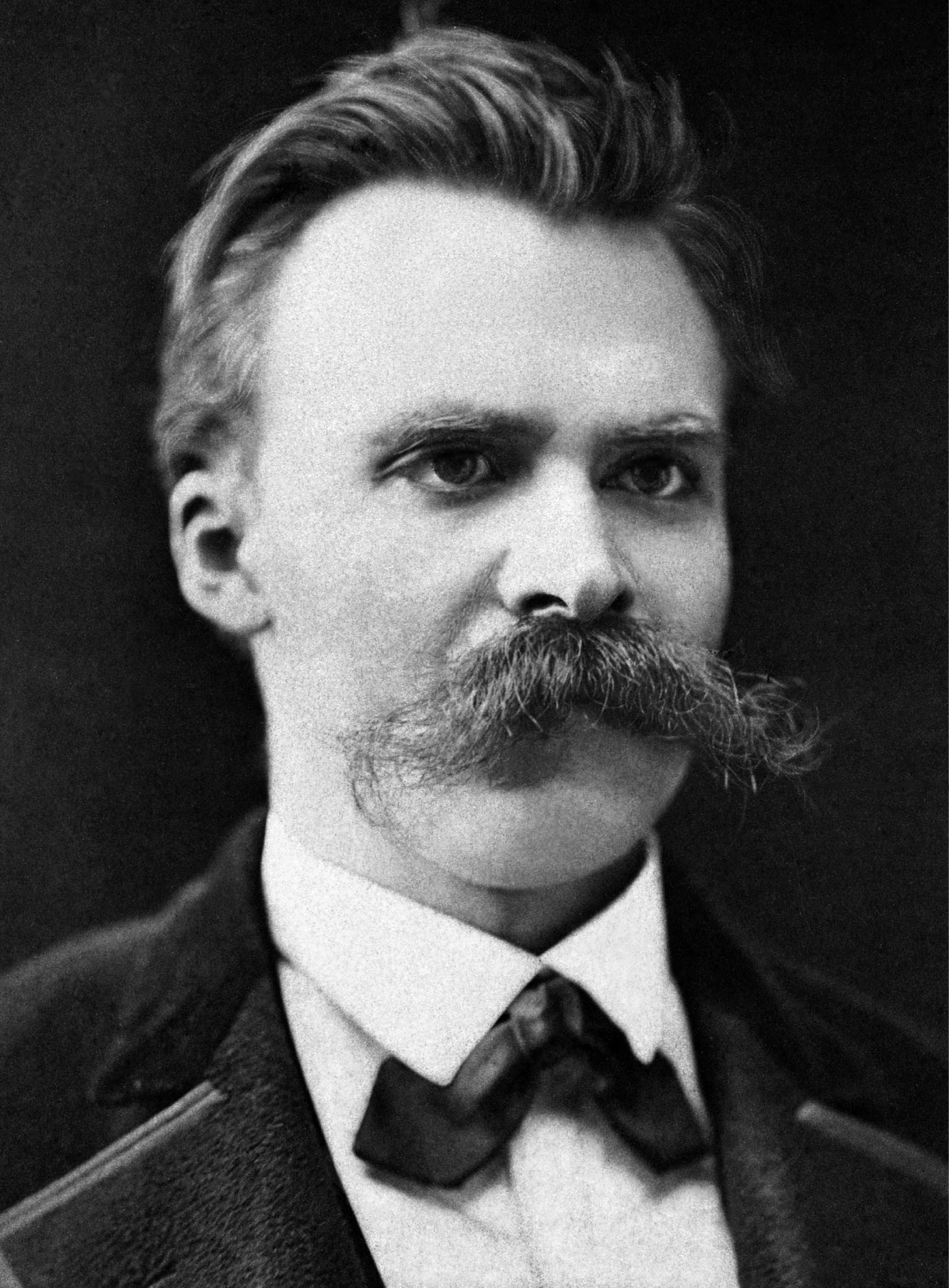
La philosophie de Friedrich Nietzsche a exercé une influence importante sur la pensée de Kazantzákis.

Dans Alexis Zorba, l'auteur met l'accent, du point de vue philosophique, sur l'abandon, par le narrateur, de sa spiritualité initiale, non productive, fondée sur le renoncement bouddhique. Cette spiritualité part de l'idée que faire le vide dans son esprit permet de comprendre ce qui se trouve au-delà de notre connaissance. Le contact avec Zorba, symbole de la matérialité, aide le narrateur à dépasser ce type de spiritualité, le délivrant ainsi aussi bien de l'espérance que de la peur. Sa nouvelle vision se manifeste, par exemple, dans sa joie irrationnelle, partagée avec Zorba, occasionnée par l'écroulement de l'installation de transport du bois. Il va découvrir comment il faut écrire, en se transformant d'artiste non productif en artiste productif, par réconciliation de la raison avec l'instinct.
Cependant, le narrateur ne devient pas finalement une personne semblable à Zorba, puisque son esprit analytique le fait séparer les contraires et rejeter les contradictions de la vie, à la différence du vieux mineur qui les accepte, parce qu'il sait que l'homme est « une grande brute et un grand Dieu ». C'est pourquoi, lorsque le narrateur affirme, après la catastrophe de l'exploitation, qu'il est libre, Zorba le contredit:

« Non, tu n’es pas libre [...]. La corde avec laquelle tu es attaché, est un peu plus longue que celle des autres. C’est tout. Toi, patron, tu as une longue ficelle, tu vas, tu viens, tu crois que tu es libre, mais la ficelle tu ne la coupes pas. [...] Pour ça, il faut un brin de folie ; de folie, tu entends ? Risquer tout ! Mais toi, tu as un cerveau solide et il viendra à bout de toi. [...] Si tu ne comprenais pas, tu serais heureux. Qu’est-ce qui te manque ? Tu es jeune, intelligent, tu as des sous, une bonne santé, tu es un brave type ; il ne te manque rien, nom d’un chien ! Rien qu’une chose, la folie. »

La confrontation des modes différents de penser, élément essentiel du roman, est souvent tendue, reflétant le conflit spirituel inhérent entre les deux côtés distincts (intellectuel et matériel) de la nature humaine. Selon l'auteur, cette confrontation est nécessaire, et même essentielle dans le processus de création. À la différence du narrateur, qui est rationnel, Zorba aime et hait avec passion, il rit, il pleure en vivant effectivement les émotions. Il s'exprime par la danse, qu'il utilise inconsciemment comme un moyen d'auto-psychanalyse, parce qu'elle l'aide à se décharger des émotions trop fortes. Un jour, quand il était potier, il s'est coupé volontairement un doigt, parce qu'il le gênait dans son travail. Cet exemple de folie illustre l'existence dans la même personne d'une dualité typiquement nietzchéenne : créateur et destructeur.

### Interprétation politique

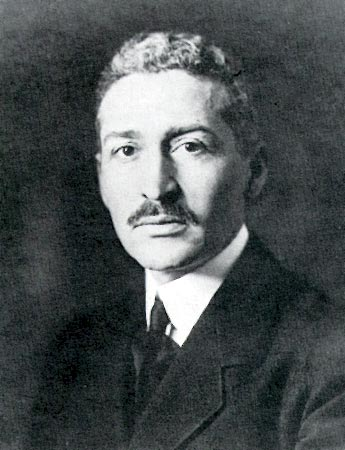
Les idées nationalistes de Íon Dragoúmis sont représentées dans le roman par le personnage Stavridákis.

Écrit dans les années difficiles de la guerre et de l'occupation nazie, Alexis Zorba reflète le conflit entre le nationalisme traditionnel affirmé par Stavridákis et le patriotisme pacifique de Zorba. Kazantzákis introduit au début du roman quelques éléments de l'idéologie nationaliste de Íon Dragoúmis, dont il a été l'adepte jusqu'en 1922. Par ses lettres et ses paroles lors de discussions, Stavridákis essaye de convaincre le narrateur d'entrer dans le service actif et de participer au rapatriement des Grecs du Caucase, en employant de grands mots, tels Constantinople, Digénis Akritas, devoir, Grèce éternelle, mère patrie, Terre promise. L'apparition de Zorba dans la vie du narrateur montre à celui-ci une nouvelle façon d'accomplir ses aspirations. Zorba réinterprète tous les termes employés par Stavridákis, en déterminant le narrateur à abandonner les vieux clichés nationalistes. Le vieux mineur a vécu les horreurs de la guerre et il a honte d'avoir été un combattant nationaliste. Il déclare que, après avoir participé au massacre de comitadji, égorgé un prêtre bulgare, et rencontré ensuite ses enfants mendier dans les rues, il s'est « délivré de la patrie ». Il avoue au narrateur :

« Il fut un temps où je disais : celui-là c’est un Turc, un Bulgare, celui-ci un Grec. J’ai fait, moi, pour la patrie, des choses qui te feraient dresser les cheveux sur la tête, patron. J’ai égorgé, volé, brûlé des villages, violé des femmes, exterminé des familles. Pourquoi ? Sous prétexte que c’étaient des Bulgares, des Turcs. Pouah ! va-t’en au diable, salaud, que je me dis souvent en moi-même en m’engueulant. Va-t’en au diable, imbécile ! Maintenant voilà ce que je me dis : celui-ci, c’est un brave homme, celui-là un sale type. Il peut bien être Bulgare ou Grec, je ne fais pas de différence. Il est bon ? Il est mauvais ? C’est tout ce que je demande aujourd’hui. Et même ça, maintenant que je vieillis, je te le jure sur le pain que je mange, il me semble que je vais commencer à ne plus le demander. Mon vieux, qu’ils soient bons ou mauvais, je les plains tous. »

Vers la fin du roman, Stavridákis apparaît dans un rêve du narrateur et lui reproche de l'avoir oublié. Celui-ci lui déclame quelques vers en style antique dépourvus d'émotion authentique. Ainsi, Kazantzákis essaye d'exprimer que les temps ont changé et que la mégalomanie du nationalisme grec est devenue incompatible avec les réalités de la vie grecque. Le roman a été écrit à une époque de grandes souffrances pour le peuple grec et, pour cette raison, on pourrait dire que le thème fondamental du roman est le triomphe de la joie sur la souffrance. Dans la personne de Zorba, l'écrivain offre une image de l'esprit national grec : fort mais non sévère, sûr de soi mais non agressif, affirmant sa joie et sa fierté d'être grec. Les armes de Zorba devant la dureté et les injustices de la vie sont la résistance, la simplicité, l'humour, la compassion, l'amour de la nature et de l'homme.

### Le personnage Zorba
Bien que sans instruction, Zorba fait preuve d'une connaissance profonde de la vie, l'expérience étant beaucoup plus importante pour lui que l'éducation scolaire. C'est un homme extraverti, plein de passion mais en même temps préoccupé par des questions métaphysiques concernant le sens de la vie : qui a créé le monde et pourquoi ?, d'où vient l'homme et où il va ?, pourquoi il meurt ?
Kazantzákis voit Zorba comme un sage et le décrit dans le même esprit dans lequel Platon « défendait » Socrate. Selon certains critiques, les actions de Zorba sont des reflets immédiats des idées philosophiques de Nietzsche (que Kazantzákis a étudiées dès l'époque de ses études à Paris), et Zorba est le « surhomme » qui sait qu'il n'y a pas de monde parfait, rationnel, ordonné et permanent,. Il vit sa vie comme s'il devait mourir à chaque moment, selon le dicton carpe diem. Il est l'exact opposé du père de l'auteur, l'autoritaire commerçant et propriétaire terrien Mikhalis Kazantzákis, que son fils haïssait, continuant à le craindre pendant la plus grande partie de sa vie. Zorba dit :

« J’ai cessé de me rappeler ce qui s’est passé hier, cessé de me demander ce qui se passera demain. Ce qui se passe aujourd’hui, en cette minute, c’est de ça que je me soucie. Je dis : « Qu’est-ce que tu fais en ce moment, Zorba ? – Je dors. – Alors, dors bien ! – Qu’est-ce que tu fais en ce moment, Zorba ? – Je travaille. – Alors, travaille bien ! – Qu’est-ce que tu fais en ce moment, Zorba ? – J’embrasse une femme. – Alors, embrasse-la bien, Zorba, oublie tout le reste, il n’y a rien d’autre au monde, rien qu’elle et toi, vas-y ! ». »

Le personnage préfère sentir la vie plutôt que méditer à son sujet, n'ayant que du mépris pour ceux qui écrivent sur la vie sans l'avoir vécue.Questionné par le narrateur pourquoi il n'écrirait pas un livre où il expliquerait tous les mystères du monde, Zorba lui répond : « Pourquoi ? Pour la bonne raison que, moi, je les vis, tous les mystères que tu dis et que je n’ai pas le temps de les écrire. Des fois c’est la guerre, des fois c’est les femmes, des fois le vin, des fois le santouri : où trouver le temps de prendre cette radoteuse de plume ? Et comme ça, l’affaire est tombée entre les mains des gratte-papier. Tous ceux qui vivent les mystères, tu vois, ils n’ont pas le temps d’écrire, et tous ceux qui ont le temps, ils ne vivent pas les mystères. Tu saisis ? ». Selon lui, ceux qui évitent les ennuis et assistent passifs au découlement de la vie, ne la vivent pas effectivement : « La vie, c’est un embêtement, poursuivit Zorba ; la mort, non. Vivre, sais-tu ce que ça veut dire ? Défaire sa ceinture et chercher la bagarre. »
Par la représentation de l'esprit dionysiaque (extatique et spontané) de Zorba, opposé à l'esprit apollinien (rationnel et ordonné) du narrateur, l'auteur crée un mythe et représente la contradiction morale entre action et inaction, entre volonté et acceptation. Sa grandeur spirituelle ou sa folie pourraient être celles du surhomme, ainsi que l'expriment ces dernières paroles avant de mourir : « J’ai fait des tas et des tas de choses dans ma vie, et je trouve que ce n’est pas encore suffisant. Des hommes comme moi devraient vivre mille ans. Bonne nuit ! »,.

## Appréciations critiques
La place occupée par Níkos Kazantzákis dans la littérature universelle est, encore au XXIe siècle, indéterminée. C'est l'écrivain grec le plus connu du XXe siècle, mais aussi le plus controversé. Son œuvre continue de susciter des opinions extrêmes : certains critiques le vénèrent, tandis que d'autres lui sont complètement hostiles.
Des critiques tels Morton P. Levitt et Kimon Friar (en), incluent Kazantzákis parmi les plus grands écrivains du XXe siècle, à côté de James Joyce, Thomas Mann, D.H. Lawrence, Franz Kafka et Marcel Proust. Son biographe et traducteur américain Peter Bien considère que la popularité de ses romans est due à leur romantisme et exotisme intrinsèques, ainsi qu'à leur message affirmant que « la vision d'une vie irrationnelle peut être positive ». Conformément à cette vision, le destin de l'homme est une combinaison de sacrifice et d'héroïsme, entretenue par l'aspiration à la liberté. Les conceptions philosophiques de l'auteur sur Dieu ont suscité vers la fin du XXe siècle un intérêt académique majeur, plusieurs études d'analyse de la composante philosophique et religieuse de son œuvre étant publiées.
Quant à Alexis Zorba, c'est le roman le plus connu et le plus populaire de Kazantzákis. La plupart des critiques y ont apprécié la figure gaie et terrienne de Zorba, mais certains ont considéré que l'évolution de l'action et le portrait littéraire de Zorba ne sont pas convaincants, en reprochant aussi à l'auteur d'utiliser son roman comme un véhicule de propagation de sa propre philosophie.
L'une des principales limites de l'œuvre de Kazantzákis est, selon Peter Bien, sa vision sexiste et misogyne. L'écrivain présente les événements vécus par les hommes et leurs idées concernant l'histoire, la religion, le travail ou la vie, alors que les femmes apparaissent comme des êtres faibles, superficiels et dangereux, représentant souvent un obstacle devant l'aspiration d'ascendance des hommes du matériel au spirituel,. De plus, certains critiques reprochent à Kazantzákis l'égocentrisme, l'inconséquence et l'écriture modeste de son œuvre.

## Adaptations

### Le filmZorba le Grec

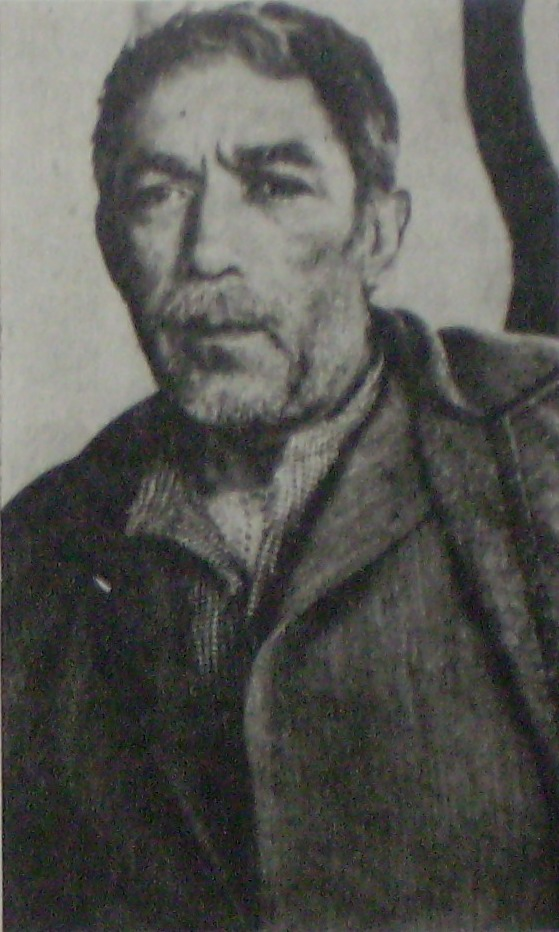
Anthony Quinn, l'interprète de Zorba, dans une séquence du film.

La première adaptation du roman a été le film gréco-britannique Zorba le Grec, produit, réalisé et monté par Michael Cacoyannis, d'après son propre scénario, en 1964. Les rôles principaux étaient interprétés par Anthony Quinn (Zorba), Alan Bates (le narrateur Basil), Irène Papas (la veuve) et Lila Kedrova (Bouboulina).
Le narrateur y est un intellectuel gréco-britannique, ce qui internationalise le choc des conceptions représenté par le narrateur et Zorba. À l'exception de certains moments de pure joie, le film a une atmosphère assez sombre, parce que Cacoyannis a essayé d'exprimer la supposée haine de Kazantzákis pour ses compatriotes grecs. Selon Peter Bien, qui a assisté au tournage, le réalisateur a mal compris l'œuvre littéraire, puisqu'il a éliminé la fin qui aurait donné aux spectateurs une autre compréhension de l'histoire de Zorba. On a aussi reproché au film de contribuer à la création d'une image stéréotypée du style de vie grec.

### Adaptations musicales
Une comédie musicale intitulée Zorba, composée par John Kander, sur un livret de Joseph Stein (en) et des textes de chansons de Fred Ebb, est mise en scène par Harold Prince, et présentée à l'Imperial Theatre, sur Broadway, le 16 novembre 1968. Ses protagonistes sont le vieux mineur Zorba et Nikos, un jeune américain qui a hérité d'une mine en Crète.
Une autre comédie musicale, en allemand, composée par Konstantin Wecker (de), sur un livret de Claus J. Frankl (de) et les textes de chansons de Markus Munzer-Dornstammt, a été présentée le 26 juin 2010, au Théâtre en plein air d'Ingolstadt.

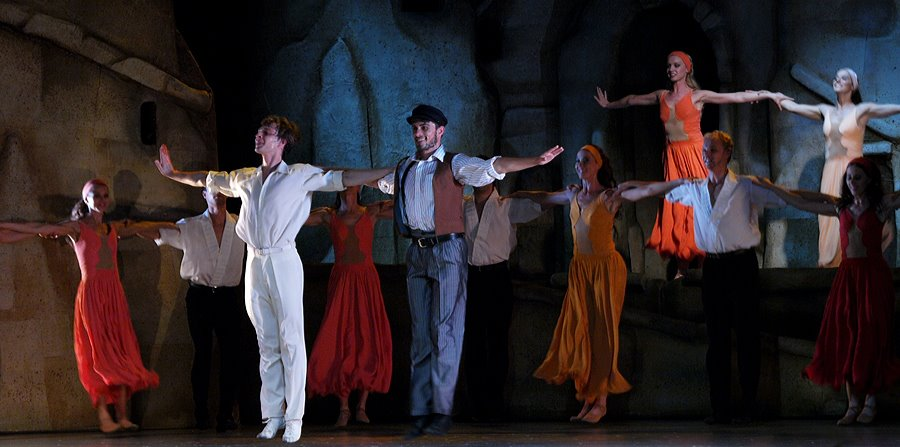
Le spectacle de ballet Zorba le Grec à Maribor (Slovénie), en 2008.

Míkis Theodorákis a composé un ballet en deux actes intitulé Zorba il Greco, avec la chorégraphie de Lorca Massine, présenté le 6 août 1988, au Festival de Vérone.

## Héritage
Zorba est devenu un produit culturel-artistique grec reconnu dans le monde entier. La musique du film a rendu célèbre aussi bien le film de Cacoyannis, que le livre de Kazantzákis. À partir de 1964, année du lancement du film, Zorba a été exploité commercialement aussi, son nom figurant un peu partout dans le monde, sur des enseignes de magasins et de restaurants à spécifique grec, ainsi que sur beaucoup de produits d'origine grecque.

## Traductions
Alexis Zorba a été traduit en près de 40 langues.
En français il y a trois versions, et plusieurs éditions, chez plusieurs éditeurs, republiées périodiquement, y compris au XXIe siècle. La Bibliothèque nationale de France répertorie :
- la première édition française, dans la traduction d'Yvonne Gauthier, Paris, Éditions du Chêne, Domaines étrangers, 1947 ;
- la version d'Yvonne Gauthier, avec la collaboration de Gisèle Prassinos et Pierre Fridas :
  - Paris, Plon, 1954 et 1988 ;
  - Paris, Club des libraires de France, 1957 et 1958 ;
  - Paris, le Club français du livre, 1960 ;
  - Paris, Cercle du bibliophile, 1965 ;
  - avec les illustrations de Jacques Pecnard, Paris, Éditions G. P., 1970 ;
  - Paris, France Loisirs, 1976 ;
  - Paris, Presses Pocket, 1977 ;
  - avec une préface de Marie-Louise Bidal-Baudier et le frontispice de Jean-Pierre Aloux, Genève, Famot, La Seyne-sur-Mer, diffusion F. Beauval, 1978 ;
- la version et la préface de René Bouchet :
  - Paris, Cambourakis, 2015 ;
  - Arles, Actes Sud, 2017.

#### Traductions
- Kazantzakis, Nikos (trad. du grec moderne par Yvonne Gauthier avec la collaboration de Gisèle Prassinos et Pierre Fridas), Alexis Zorba, Paris, Plon, 1981, 636 p., epub (ISBN 2-266-02 311-X)
- (en) Kazantzakis, Nikos (trad. du grec moderne par Peter Bien), Zorba the Greek : The Saint's Life of Alexis Zorba, New York – Londres – Toronto – Sydney – New Delhi, Simon & Schuster, 2015, 656 p., epub (ISBN 978-1-4391-4466-4)

#### Lecture supplémentaire
- (en) Bien, Peter, « Nikos Kazantzakis's Novels on Film » [« Les romans de Nikos Kazantzakis au cinéma »], Journal of Modern Greek Studies, vol. 18, no 1,‎ 2000, p. 161-169 (ISSN 0738-1727)
- (en) Bien, Peter, « Zorba the Greek, Nietzsche, and the Perennial Greek Predicament » [« Alexis Zorba, Nietzsche et les embarras permanents »], Antioch Review, vol. 25, no 1,‎ printemps 1965, p. 147-163
- (en) « Life Force » [« Force vitale »], Time,‎ 20 avril 1953 (lire en ligne)
- (en) Poulakidas, Andreas K., « Kazantzakis's Zorba the Greek and Nietzsche's Thus Spoke Zarathustra » [« Alexis Zorba de Kazantzakis et Ainsi parla Zarathustra de Nietzsche »], Philological Quarterly, vol. 49, no 2,‎ 1973, p. 234-244
- (en) Richards, Lewis A., « Fact and Fiction in Nikos Kazantzakis' Alexis Zorbas » [« Faits et fiction dans Alexis Zorba de Nikos Kazantzakis »], Western Humanities Review, vol. 18, no 4,‎ 1964, p. 353-359